# Lijst van afleveringen van Maverick
Dit is een lijst met afleveringen van de Amerikaanse televisieserie Maverick. De serie telt 5 seizoenen. Een overzicht van alle afleveringen is hieronder te vinden.

## Seizoen 1
| Nr. | Titel aflevering          | Uitzenddatum VS   |
| --- | ------------------------- | ----------------- |
| 1   | War of the Silver Kings   | 22 september 1957 |
| 2   | Point Blank               | 29 september 1957 |
| 3   | According to Hoyle        | 6 oktober 1957    |
| 4   | Ghost Rider               | 13 oktober 1957   |
| 5   | The Long Hunt             | 20 oktober 1957   |
| 6   | Stage West                | 27 oktober 1957   |
| 7   | Relic of Fort Tejon       | 3 november 1957   |
| 8   | Hostage!                  | 10 november 1957  |
| 9   | Stampede                  | 17 november 1957  |
| 10  | The Jeweled Gun           | 24 november 1957  |
| 11  | The Wrecker               | 1 december 1957   |
| 12  | The Quick and the Dead    | 8 december 1957   |
| 13  | The Naked Gallows         | 15 december 1957  |
| 14  | Comstock Conspiracy       | 29 december 1957  |
| 15  | The Third Rider           | 5 januari 1958    |
| 16  | Rage for Vengeance        | 12 januari 1958   |
| 17  | Rope of Cards             | 19 januari 1958   |
| 18  | Diamond in the Rough      | 26 januari 1958   |
| 19  | Day of Reckoning          | 2 februari 1958   |
| 20  | The Savage Hills          | 9 februari 1958   |
| 21  | Trail West to Fury        | 16 januari 1958   |
| 22  | The Burning Sky           | 23 februari 1958  |
| 23  | The Seventh Hand          | 2 maart 1958      |
| 24  | Plunder of Paradise       | 9 maart 1958      |
| 25  | Black Fire                | 16 maart 1958     |
| 26  | Burial Ground of the Gods | 30 maart 1958     |
| 27  | Seed of Deception         | 13 april 1958     |

## Seizoen 2
| Nr. | Titel aflevering                  | Uitzenddatum VS   |
| --- | --------------------------------- | ----------------- |
| 1   | The Day They Hanged Bret Maverick | 21 september 1958 |
| 2   | Lonesome Reunion                  | 28 september 1958 |
| 3   | Alias Bart Maverick               | 5 oktober 1958    |
| 4   | The Belcastle Brand               | 12 oktober 1958   |
| 5   | High Card Hangs                   | 19 oktober 1958   |
| 6   | Escape to Tampico                 | 26 oktober 1958   |
| 7   | The Judas Mask                    | 2 november 1958   |
| 8   | The Jail at Junction Flats        | 9 november 1958   |
| 9   | The Thirty-Ninth Star             | 16 november 1958  |
| 10  | Shady Deal at Sunny Acres         | 23 november 1958  |
| 11  | Island in the Swamp               | 30 november 1958  |
| 12  | Prey of the Cat                   | 7 december 1958   |
| 13  | The Spanish Dancer                | 14 december 1958  |
| 14  | Holiday at Hollow Rock            | 28 december 1958  |
| 15  | Game of Chance                    | 4 januari 1959    |
| 16  | Gun-Shy                           | 11 januari 1959   |
| 17  | Two Beggars on Horseback          | 18 januari 1959   |
| 18  | The Rivals                        | 25 januari 1959   |
| 19  | Duel at Sundown                   | 1 februari 1959   |
| 20  | Yellow River                      | 8 februari 1959   |
| 21  | The Saga of Waco Williams         | 15 februari 1959  |
| 22  | Brasada Spur                      | 22 februari 1959  |
| 23  | Passage to Fort Doom              | 8 maart 1959      |
| 24  | Two Tickets to Ten Strike         | 15 maart 1959     |
| 25  | Betrayal                          | 22 maart 1959     |
| 26  | The Strange Journey of Jenny Hill | 29 maart 1959     |

## Seizoen 3
| Nr. | Titel aflevering                 | Uitzenddatum VS   |
| --- | -------------------------------- | ----------------- |
| 1   | Pappy                            | 13 september 1959 |
| 2   | Royal Four Flush                 | 20 september 1959 |
| 3   | The Sheriff of Duck 'n' Shoot    | 27 september 1959 |
| 4   | You Can't Beat the Percentage    | 4 oktober 1959    |
| 5   | The Cats of Paradise             | 11 oktober 1959   |
| 6   | A Tale of Three Cities           | 18 oktober 1959   |
| 7   | Full House                       | 25 oktober 1959   |
| 8   | The Lass with the Poisonous Air  | 1 november 1959   |
| 9   | The Ghost Soldiers               | 8 november 1959   |
| 10  | Easy Mark                        | 15 november 1959  |
| 11  | A Fellow's Brother               | 22 november 1959  |
| 12  | Trooper Maverick                 | 29 november 1959  |
| 13  | Maverick Springs                 | 6 december 1959   |
| 14  | The Goose-Drowners               | 13 december 1959  |
| 15  | A Cure for Johnny Rain           | 20 december 1959  |
| 16  | The Marquessa                    | 3 januari 1960    |
| 17  | Cruise of the Cynthia B.         | 10 januari 1960   |
| 18  | Maverick and Juliet              | 17 januari 1960   |
| 19  | The White Widow                  | 24 januari 1960   |
| 20  | Guatemala City                   | 31 januari 1960   |
| 21  | The People's Friend              | 7 februari 1960   |
| 22  | A Flock of Trouble               | 14 februari 1960  |
| 23  | The Iron Hand                    | 21 februari 1960  |
| 24  | The Resurrection of Joe November | 28 februari 1960  |
| 25  | The Misfortune Teller            | 6 maart 1960      |
| 26  | Greenbacks, Unlimited            | 13 maart 1960     |

## Seizoen 4
| Nr. | Titel aflevering             | Uitzenddatum VS   |
| --- | ---------------------------- | ----------------- |
| 1   | Bundle from Britain          | 18 september 1960 |
| 2   | Hadley's Hunters             | 25 september 1960 |
| 3   | The Town That Wasn't There   | 2 oktober 1960    |
| 4   | Arizona Black Maria          | 9 oktober 1960    |
| 5   | Last Wire from Stop Gap      | 16 oktober 1960   |
| 6   | Mano Nera                    | 23 oktober 1960   |
| 7   | A Bullet for the Teacher     | 30 oktober 1960   |
| 8   | The Witch of Hound Dog       | 6 november 1960   |
| 9   | Thunder from the North       | 13 november 1960  |
| 10  | The Maverick Line            | 20 november 1960  |
| 11  | Bolt from the Blue           | 27 november 1960  |
| 12  | Kiz                          | 4 december 1960   |
| 13  | Dodge City or Bust           | 11 december 1960  |
| 14  | The Bold Fenian Man          | 18 december 1960  |
| 15  | Destination Devil's Flat     | 25 december 1960  |
| 16  | A State of Siege             | 1 januari 1961    |
| 17  | Family Pride                 | 8 januari 1961    |
| 18  | The Cactus Switch            | 15 januari 1961   |
| 19  | Dutchman's Gold              | 22 januari 1961   |
| 20  | The Ice Man                  | 29 januari 1961   |
| 21  | Diamond Flush                | 5 februari 1961   |
| 22  | Last Stop: Oblivion          | 12 februari 1961  |
| 23  | Flood's Folly                | 19 februari 1961  |
| 24  | Maverick at Law              | 26 februari 1961  |
| 25  | Red Dog                      | 5 maart 1961      |
| 26  | The Deadly Image             | 12 maart 1961     |
| 27  | Triple Indemnity             | 19 maart 1961     |
| 28  | The Forbidden City           | 26 maart 1961     |
| 29  | Substitute Gun               | 2 april 1961      |
| 30  | Benefit of the Doubt         | 9 april 1961      |
| 31  | The Devil's Necklace: Part 1 | 16 april 1961     |
| 32  | The Devil's Necklace: Part 2 | 23 april 1961     |

## Seizoen 5
| Nr. | Titel aflevering             | Uitzenddatum VS   |
| --- | ---------------------------- | ----------------- |
| 1   | Dade City Dodge              | 18 september 1961 |
| 2   | The Art Lovers               | 1 oktober 1961    |
| 3   | The Golden Fleecing          | 8 oktober 1961    |
| 4   | Three Queens Full            | 12 november 1961  |
| 5   | A Technical Error            | 26 november 1961  |
| 6   | Poker Face                   | 7 januari 1962    |
| 7   | Mr. Muldoon's Partner        | 15 april 1962     |
| 8   | Epitaph for a Gambler        | 11 februari 1962  |
| 9   | The Maverick Report          | 4 maart 1962      |
| 10  | Marshal Maverick             | 11 maart 1962     |
| 11  | The Troubled Heir            | 1 april 1962      |
| 12  | The Money Machine            | 8 april 1962      |
| 13  | One of Our Trains Is Missing | 22 april 1962     |